# Air Satellite

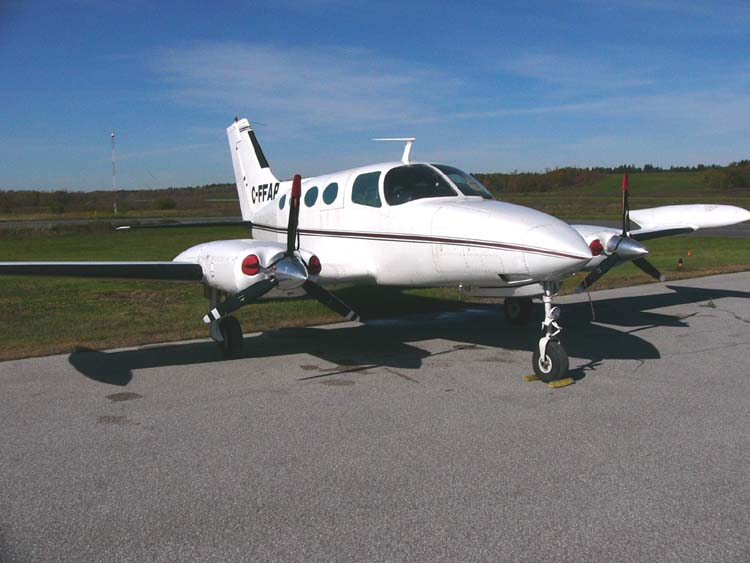
Cessna 402 авиакомпании Air Satellite

Air Satellite — канадская авиакомпания местного значения со штаб-квартирой в городе Бэ-Комо (Квебек).
Компания выполняет регулярные, чартерные и грузовые перевозки, поставку авиационного топлива, выполнение наземных сервисных услуг и технического обслуживания самолётов. Портом приписки и главным хабом авиакомпании является Аэропорт Бэ-Комо.

## История
Авиакомпания Air Satellite была основана в начале 1968 года и начала выполнение рейсов в мае того же года. Изначально компания создавалась Жаном Фурнье и Риэлом Полином в качестве лётной школы для подготовки пилотов воздушных судов. В дальнейшем Air Satellite приобрела несколько небольших местных перевозчиков и начала выполнять коммерческие рейсы по перевозке пассажиров и грузов.
По состоянию на начало 2010 году Air Satellte полностью принадлежит Гастону Жану Фурнье, постоянный штат перевозчика состоит из тридцати человек.

## Флот
По состоянию на август 2007 года воздушный флот авиакомпании Air Satellite составляли следующие самолёты:
- Raytheon Beech King Air 100 — 2 единицы;
- Cessna 402 — 3 единицы;
- Cessna 310 — 1 единица.